# Peugeot 207 Compact
El Peugeot 207 Compact, es un automóvil del segmento B producido por el fabricante Peugeot para la región del Mercosur. Inicialmente, su producción tuvo inicio en la planta que Peugeot posee en Porto Real, Brasil, sin embargo y ante el estreno del Peugeot 208 en el año 2013, su producción terminó trasladándose hacia las factorías de El Palomar, en Argentina. 
El vehículo en sí, no es más que una reformulación que se le practicara al modelo Peugeot 206, cuya producción y venta en el Mercosur se encontraba en su mejor momento, por lo que ante la alternativa de la sustitución de este modelo se terminaría planteando su renovación y continuación en venta y producción. Debido a que en Francia previamente se había lanzado otro modelo con la denominación Peugeot 207, fue que se terminaría optando por rebautizar al nuevo producto como 207 Compact. Además de su producción en el Mercosur, el coche fue exportado hacia Europa donde se lo denominó como 206 +.
Con la presentación del nuevo 207 Compact y la continuidad de la producción del Peugeot 206, Peugeot tomaría la decisión de reacomodar a ambos productos dentro de su catálogo, dejando al 206 como modelo de entrada de gama, segmento que había quedado vacío tras el cese de las ventas del Peugeot 106, mientras que el 207 Compact pasaría a convertirse en el modelo representante del Segmento B.
Con respecto a sus versiones, un avance que presentaba el 207 Compact respecto de su antecesor, fue la inclusión en su catálogo de una versión sedan 4 puertas, algo que si bien el 206 nunca presentó en el Mercosur, había sido previamente desarrollado por Peugeot para este modelo. Asimismo, la gama se completaría con la presencia de una versión Station Wagon y un hatchback de 5 puertas.
Además, la Peugeot Hoggar es una variante pickup del 207 Compact, que se fabricó en Brasil desde 2010 hasta 2014, como rival de la Chevrolet Montana, la Fiat Strada y la Volkswagen Saveiro.
Finalmente, tras la decisión de Peugeot de iniciar en el año 2013 la producción del Peugeot 208 en Brasil, la producción del 207 Compact sería trasladada hacia la localidad de El Palomar en Argentina, sustituyendo finalmente al modelo Peugeot 206 de la línea de montaje.

## Historia

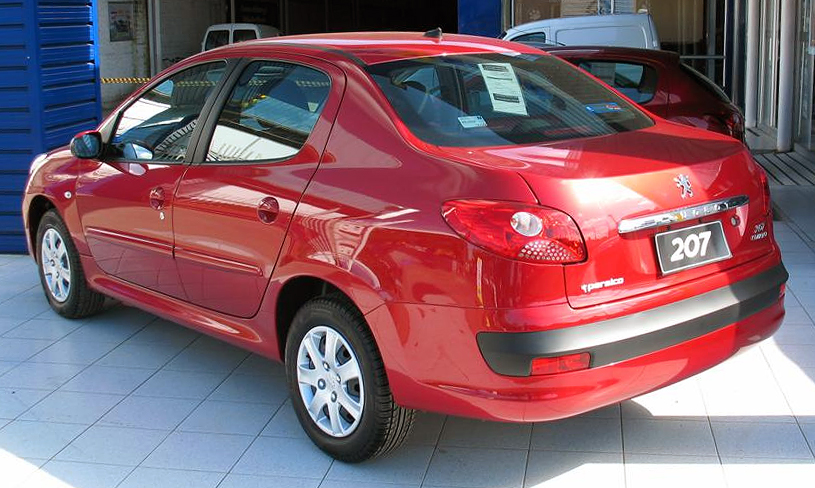
Peugeot 207 Compact 1.4 sedán 4 puertas

Teniendo en cuenta que en el Mercosur, el Peugeot 206 se encontraba en la cima de sus ventas, se consideró que era muy temprano decidir su sustitución por el modelo Peugeot 207 francés. Fue así que un grupo de ingenieros de Peugeot do Brasil, junto a otro grupo de ingenieros argentinos y franceses, decidieron iniciar una serie de reformas en el exitoso modelo de la marca francesa. Para ello, se tuvo en cuenta el diseño del Peugeot 207 francés, del cual se tomó el diseño de su frontal y algunos elementos tecnológicos. El resto de la carrocería, respetaba las líneas originales del 206.
El coche fue presentado en septiembre de 2008, en São Paulo, Brasil, desde donde se importa el modelo hacia los mercados del Mercosur. Uno de los mercados donde el 207 Compact tiene mayor nivel de aceptación es en Argentina, donde comparte mercado con el 206, que continúa su fabricación en este país. Inicialmente se presentó con tres tipos de carrocerías: 3 puertas hatchback, 5 puertas hatchback y SW familiar. Unos meses más tarde, fue presentada la versión sedán del Peugeot 207 Compact, la cual fue toda una revolución, debido a que su hermano el 206, nunca presentó un coche de estas características en el mercado del sur americano. A pesar de que unos meses más tarde, comenzó a traerse el 207 francés, en sus versiones RC (hatchback de tres puertas) y CC (Coupé-Cabriolet), el Compact consiguió afianzar su posición en el mercado, a la vez que su antecesor el 206 continúa en línea de producción. El Compact ofrece tres tipos de motorizaciones, pasando por dos motores atmosféricos de 1.4 y 1.6 litros nafta y por un motor diésel HDi 1.4. En el año 2009, el 207 Compact inició su fabricación en Francia (país desde donde ha sido importado a Chile, México y República Dominicana)y Perú , sin embargo, su nombre fue distinto para la venta en Europa por el de Peugeot 206+, quedando como la nueva evolución del Peugeot 206 y evitando más de una confusión al comprador de Peugeot.

## Galería de imágenes

Versiones
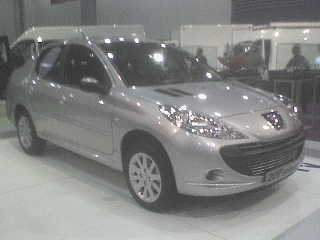
Sedán
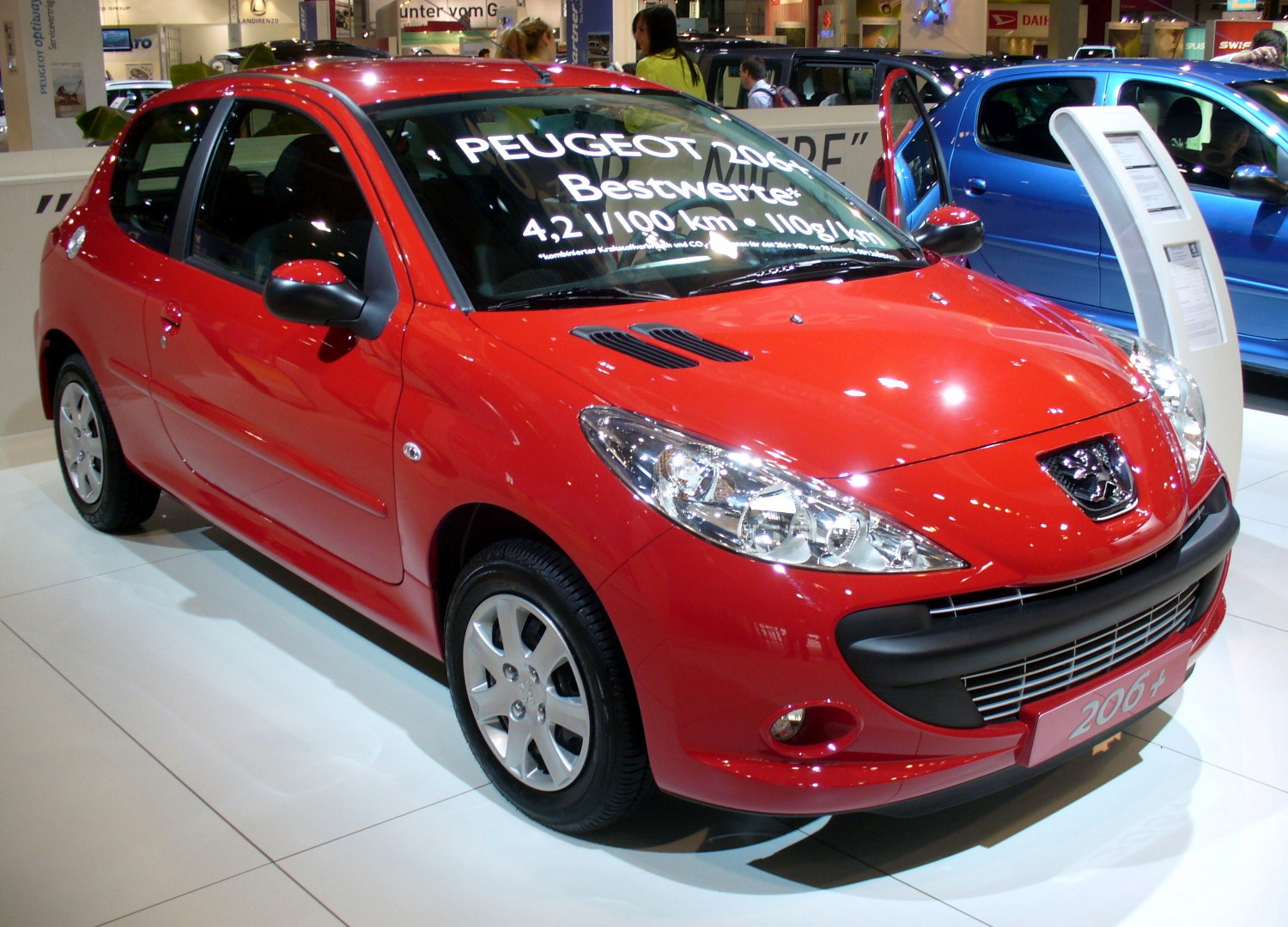
Hatchback
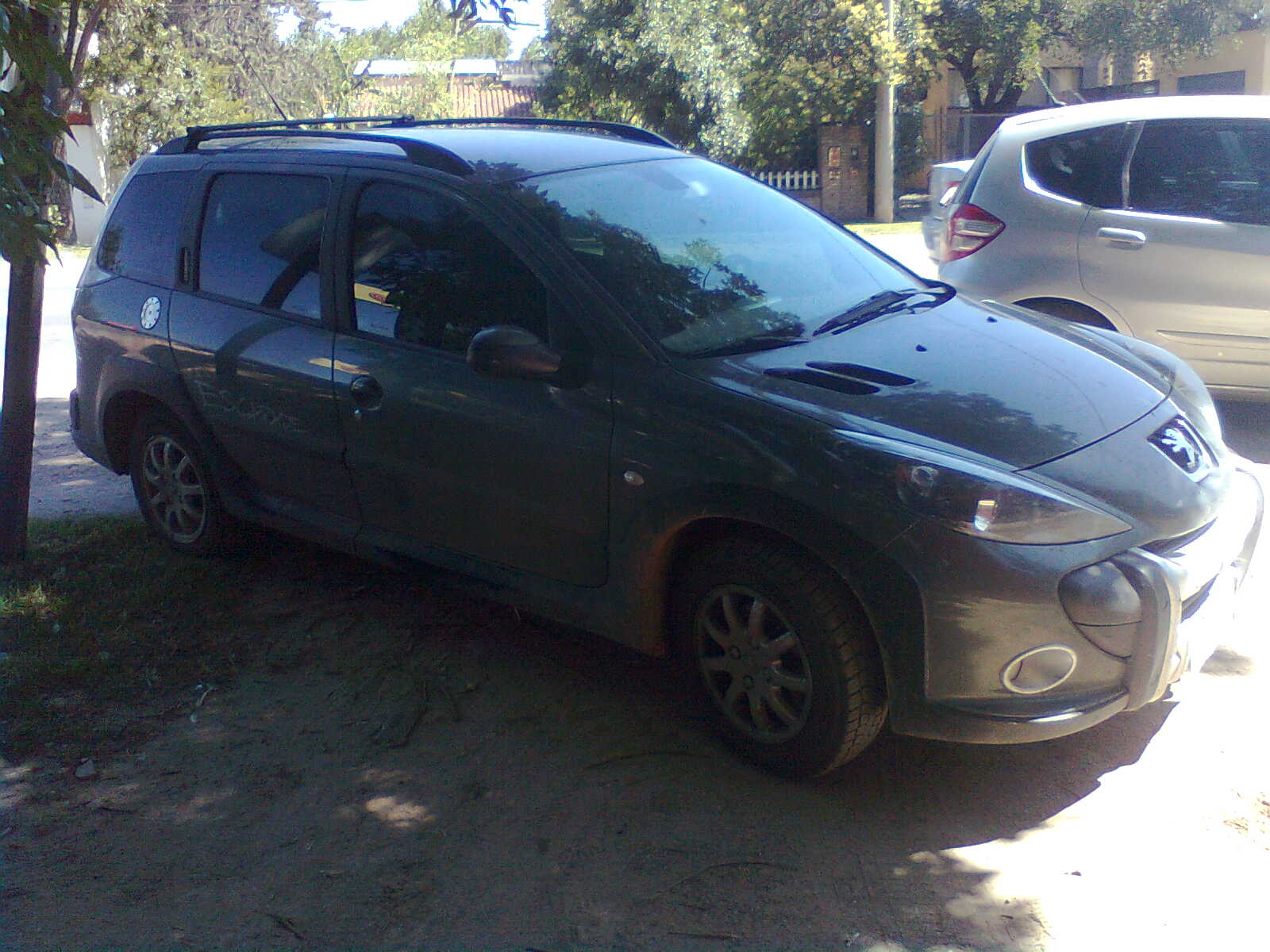
Station Wagon